# Prosopocoilus astacoides astacoides
Prosopocoilus astacoides astacoides es una subespecie de coleóptero de la familia Lucanidae.

## Distribución geográfica
Habita en Arunachal Pradesh, Tailandia, Shan y  Assam.